# Kašin
Kašin (in russo Кашин?) è una città della Russia europea centrale, appartenente all'oblast' di Tver'; è il capoluogo del rajon Kašinskij e sorge sulle rive del fiume Kašinka a 150 chilometri di distanza da Tver'
Citata in documento del 1238, ottenne lo status di città nel 1775.

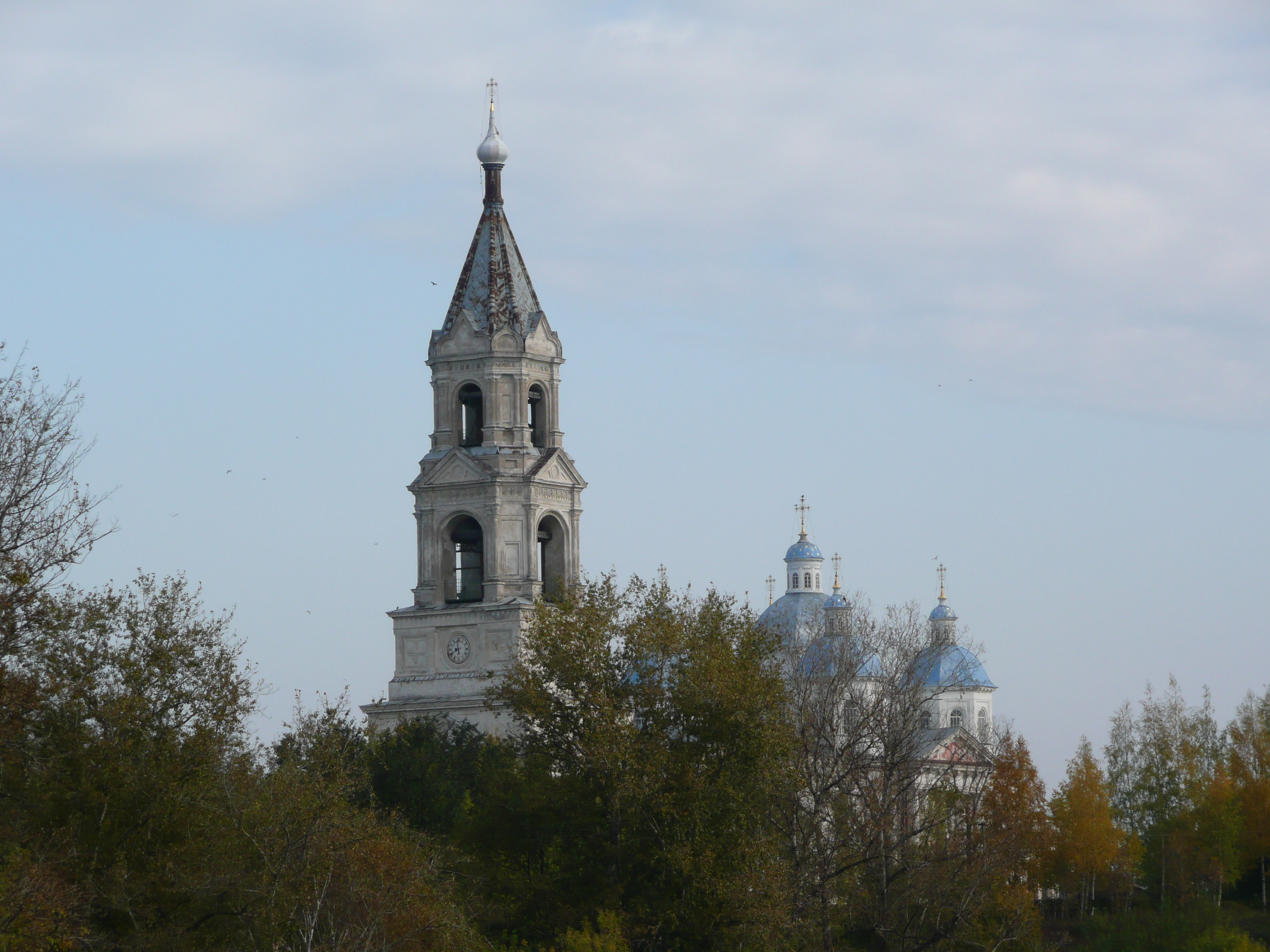
La Cattedrale della Resurrezione